# Palacio de Al Alam
El Palacio de Al Alam (en árabe: قصر العلم‎) es el palacio ceremonial de su majestad el Sultán Haitham de Omán situado en la capital de ese país, la ciudad de Mascate. "Al Alam" significa "La Bandera" en árabe.
El palacio tiene una historia de más de 200 años, construido por el Imán Ahmed bin Sultan el abuelo directo séptimo del actual Sultán. El edificio existente, que cuenta con una fachada de colores oro y azul, fue reconstruido como residencia real en 1972.